# Grube König
Die Grube König ist ein ehemaliges Steinkohlebergwerk im saarländischen Neunkirchen. Sie wird den sog. Eisenbahngruben zugerechnet.

## Geschichte
Anlass für die Eröffnung des Bergwerks war Anfang des 19. Jahrhunderts der Mangel an Holzkohle, die zur Befeuerung der Hochöfen der Eisenhütte in Neunkirchen benötigt wurde. Auf den Wunsch der Gebrüder Stumm und auf Betreiben des Königlichen Bergamts zu Saarbrücken wurde nach dem Nachweis mehrerer Kohleflöze 1820 damit begonnen, eine Stollengrube mit Tagesstrecken anzuteufen. 1828 erhielt die Grube eine Kokerei (bis 1857). Benannt wurde die Grube nach König Friedrich Wilhelm III., der 1821 Saarbrücken besuchte.
Der Hauptförderstollen (Friedrich-Wilhelm-Stollen) war anfangs 53 m lang und wurde in den Folgejahren ständig erweitert und ausgebaut. 1844 wurde allerdings auf erneutes Betreiben der Neunkirchener Hütte eine Tiefenlösung angestrebt und der Haupt- und Förderschacht  Wilhelm-Schacht 1 angeteuft. 1846 begann das Auffahren des neuen Wasserlösungsstollens Reden im Klinkental, 1847 wurde im Holzhauertal der Heinitz-Stollen angesetzt. 1851 wurden die beiden neuen Förderstandorte selbständige Gruben mit den Namen Grube Heinitz und Grube Reden.
1854 wurde mit dem Wilhelm-Schacht 2 ein weiterer Förderschacht abgeteuft und der Friedrich-Wilhelm-Stollen stillgelegt. 1857 folgte das Anschlagen des Ziehwaldstollens, der als Förder- und Transportstollen diente und nordwestlich des Kuchenberges auf die Eisenbahnlinie traf. In den folgenden Jahrzehnten wurde die Grube stark ausgebaut: Mit dem Follenius-Schacht (1867), dem Mehlpfuhl-Schacht (1868–1887) und dem Wilhelm-Schacht 3 (1870), den Hermine-Schächten 1 und 2 (1890) sowie 1893 dem Wetterschacht Wilhelm 4. 1897 bzw. 1898 teufte man den Minna- und Sinnerthal-Schacht ab und schlug schließlich 1907 noch den der Wasserhaltung dienenden Heusnersweiherschacht an. 1929 wurde der Hermine-Schacht 3 angeteuft.
Nach dem Ende des Zweiten Weltkrieges wurde die Grube König systematisch weiter ausgebaut und modernisiert. Nach der Stilllegung der Grube Heinitz vereinigte man am 1. Januar 1964 die bis dahin selbständigen Gruben König und Dechen zu einem Verbundbergwerk. Am 31. März 1968 wurde die Grube stillgelegt, die Restvorräte wurden von der Grube Reden abgebaut. Das Fördergerüst von Schacht Wilhelm 2 wurde 1970 abgebaut und auf der Grube Luisenthal aufgestellt.

## Aktuelle Situation

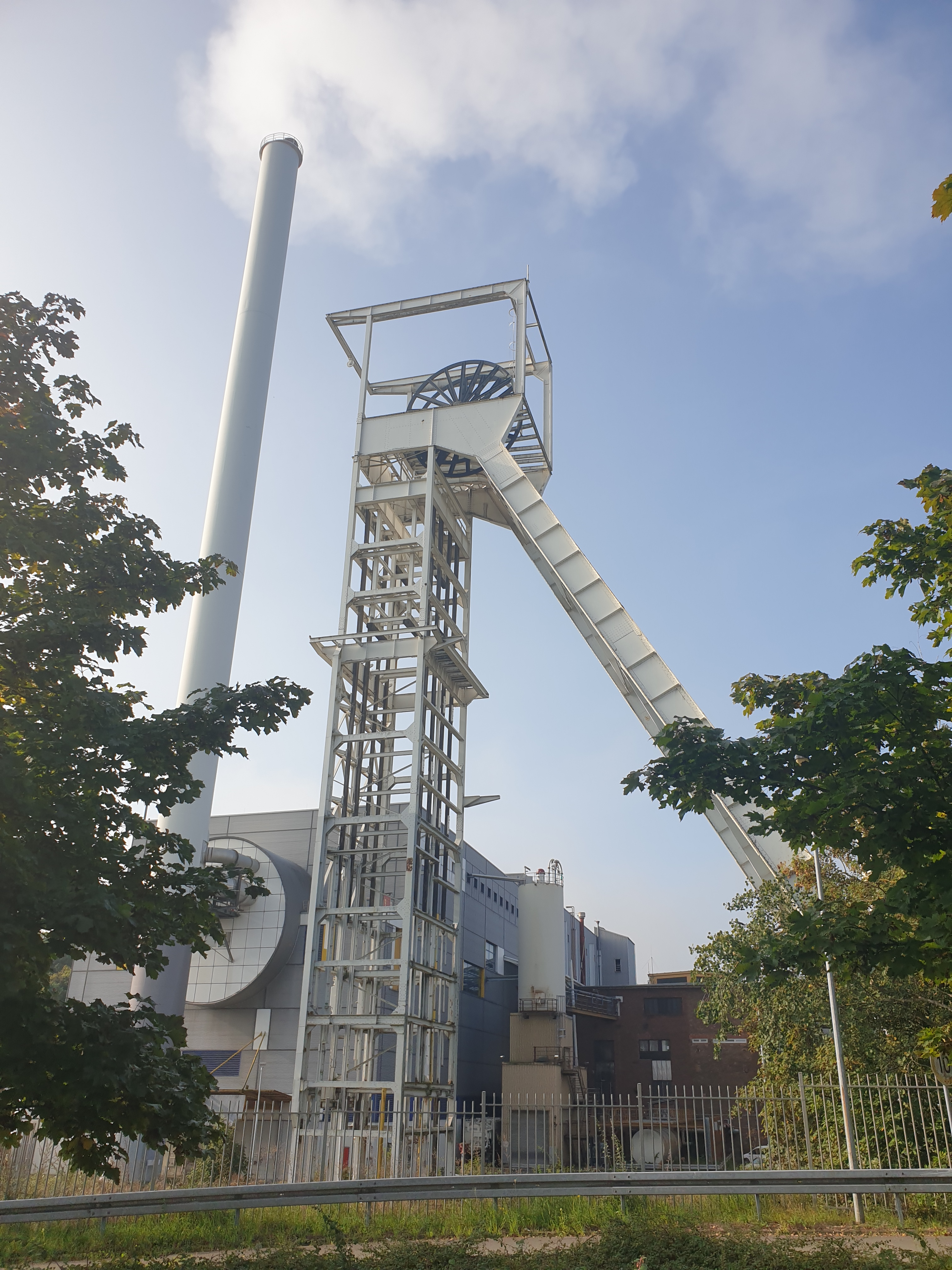
Erhaltenes Fördergerüst Wilhelmschacht 1

Nach dem Ende des Bergbaus wurde das Gelände zum Gewerbegebiet deklariert. Das Fördergerüst blieb erhalten, ebenso einige Gebäude der Grube König. Auf dem Gelände befindet sich das Abfallheizkraftwerk Neunkirchen.